# Stanisław Kutrzeba
Stanisław Marian Kutrzeba, ps. „Władysław Wyrwa” (ur. 15 listopada 1876 w Krakowie, zm. 7 stycznia 1946 tamże) – polski historyk prawa, profesor Uniwersytetu Jagiellońskiego, jego rektor w latach 1932–1933, dwukrotnie dziekan Wydziału Prawa UJ. W latach 1926–1939 sekretarz generalny Polskiej Akademii Umiejętności, w 1939 wybrany na jej prezesa. Był działaczem politycznym, od 1945 posłem do Krajowej Rady Narodowej.

## Życiorys

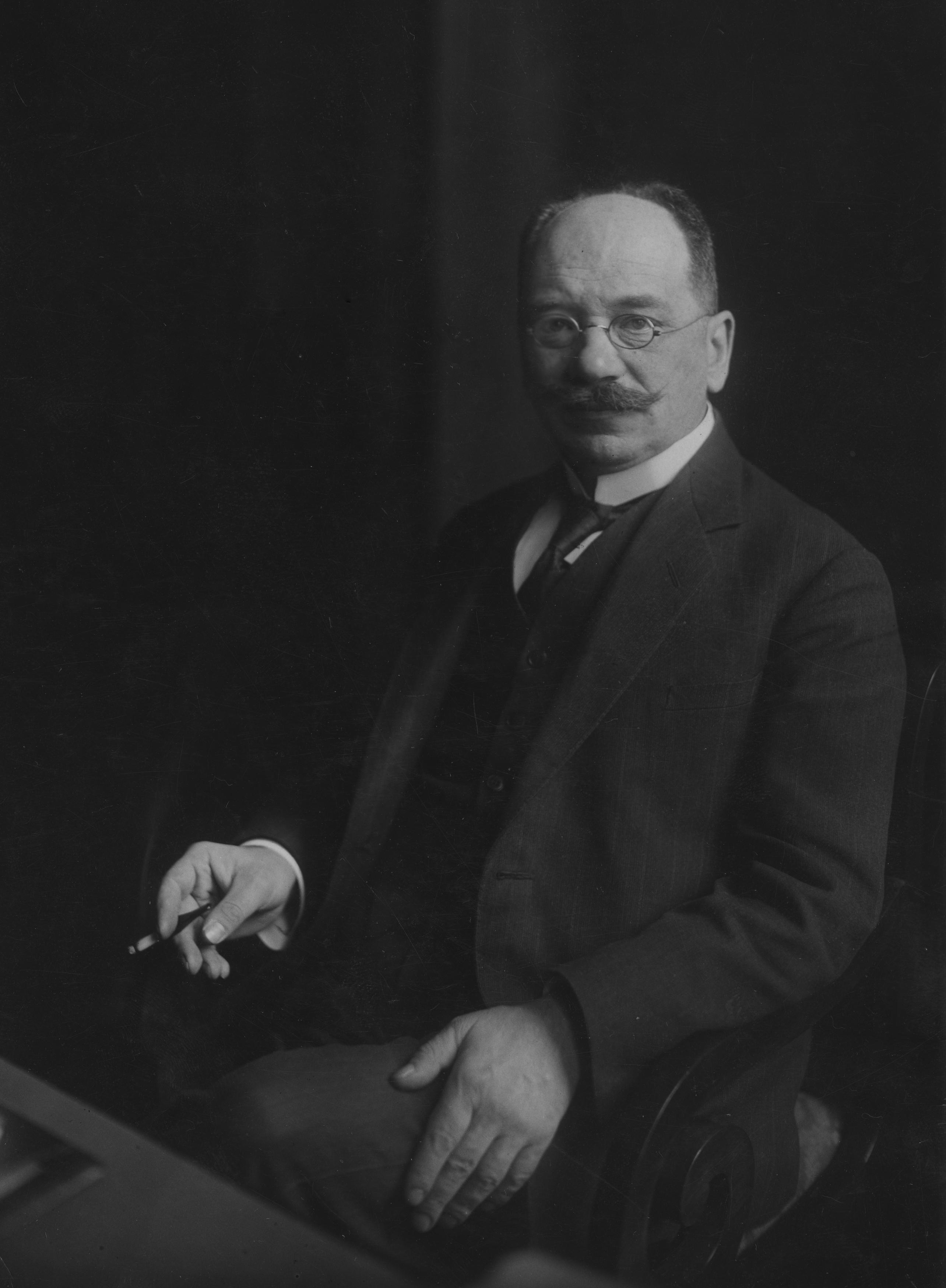
Stanisław Kutrzeba, 1933

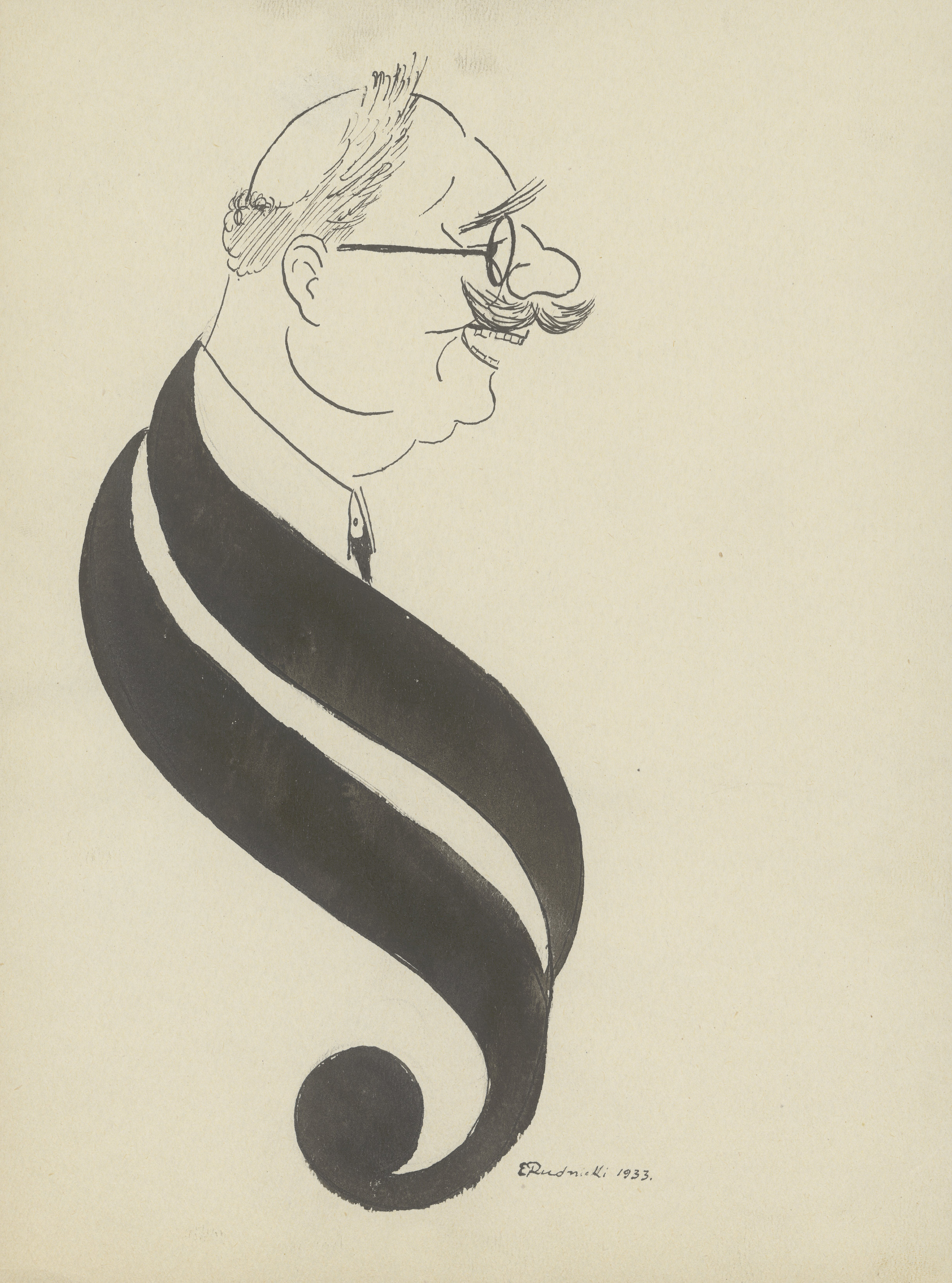
Jan Rudnicki, Karykatura Stanisława Kutrzeby

Urodził się w rodzinie Jana, introligatora, i Walerii z Pawlików (1850–1926). Uczęszczał do Gimnazjum Św. Anny w Krakowie (1886–1894), następnie podjął studia prawnicze i historyczne na Uniwersytecie Jagiellońskim (1894–1898), uwieńczone doktoratem praw (1898; uzyskanym pod kierunkiem prof. Bolesława Ulanowskiego). Uzupełniał studia w Paryżu (College de France i Ecole des Hautes Etudes, 1900–1901). Przez kilka lat prowadził prace badawcze w archiwach paryskich oraz Archiwum Watykanu.
W 1902 roku na podstawie pracy Sądy ziemskie i grodzkie w wiekach średnich habilitował się i został docentem w Katedrze Prawa Polskiego i Jego Historii UJ. Pracował jednocześnie jako adiunkt w Archiwum Krajowym Aktów Grodzkich i Ziemskich w Krakowie (do 1908). W 1908 otrzymał nominację na profesora nadzwyczajnego i objął Katedrę Prawa Polskiego; kierował nią do końca życia, od 1912 z tytułem profesora zwyczajnego. Dwukrotnie pełnił funkcję dziekana Wydziału Prawa (1913/1914, 1920/1921), był prorektorem (1933/1934) i rektorem (1932/1933) UJ. 
Był członkiem Komisji Sejmowo-Konstytucyjnej Tymczasowej Rady Stanu. W 1917 opiniował opracowane przez Komisję Archiwalną Tymczasowej Rady Stanu projekty nowej ustawy i regulaminów archiwalnych. Jego stanowisko zostało potem wykorzystane podczas prac nad reskryptem Rady Regencyjnej o archiwach. Był delegatem i doradcą w sprawie zagadnień prawnych na konferencji pokojowej w Paryżu w 1919 roku.
Przed wyborami do Rady Miasta Krakowa z 1938 został wiceprezesem Prezydium Polskiego Bloku Katolickiego. Pełnił funkcję członka Rady Przybocznej Miasta Krakowa (1939-). 
W czasie okupacji niemieckiej aresztowany przez Gestapo 6 listopada 1939 w ramach tzw. Sonderaktion Krakau, był więziony od listopada 1939 do lutego 1940 w Krakowie, Wrocławiu i obozie koncentracyjnym KL Sachsenhausen, co znacząco nadszarpnęło jego zdrowie. Po zwolnieniu 8 lutego 1940 zaangażował się w tajne nauczanie i wstąpił do Komitetu Trzech, w ramach którego zdobywał fundusze na pomoc dla uniwersyteckich asystentów i ich rodzin, szczególnie materialnie; brał także udział w tajnym nauczaniu uniwersyteckim.
W pracy naukowej zajmował się głównie historią średniowiecznego prawa polskiego, historią ustroju Polski od XIV do XVIII wieku oraz historią Krakowa. Opracował i przygotował do druku szereg źródeł do średniowiecznej historii Polski. W latach 1906–1946 był kierownikiem Katedry Dawnego Prawa Polskiego UJ.
Był aktywnym uczestnikiem życia środowiska naukowego; należał do dwóch prestiżowych towarzystw naukowych (PAU i Towarzystwa Naukowego Warszawskiego). Członkiem rzeczywistym TNW został w 1913, członkiem zwyczajnym w 1929. Na członka korespondenta PAU (jeszcze pod nazwą Akademia Umiejętności w Krakowie) powołano go w 1914, na członka czynnego w 1918. Pełnił w PAU szereg funkcji – sekretarza Wydziału II (1919–1926), dyrektora Wydziału II (1926–1927), sekretarza generalnego (1927–1939), wreszcie prezesa PAU (od maja 1939). W pracach Komisji Historycznej akademii brał udział już od 1901 (w latach 1910–1917 sekretarz, w okresie 1918–1920 dyrektor Wydawnictw), w pracach Komisji Prawniczej od 1906 (w latach 1920–1938 dyrektor Zbiorów i Wydawnictw komisji, w okresie 1938–1946 przewodniczący). Należał ponadto m.in. do Towarzystwa Miłośników Historii i Zabytków Krakowa (w okresie 1916–1919 wiceprezes, od 1937 członek honorowy), Towarzystwa Naukowego we Lwowie (od 1922), Polskiego Towarzystwa Historycznego (od 1932 przewodniczący Oddziału Krakowskiego), Poznańskiego Towarzystwa Przyjaciół Nauk (od 1935) oraz towarzystw zagranicznych (Węgierskiej Akademii Nauk, Francuska Académie des Sciences Morales et Politiques). W 1935 przewodniczył Zjazdowi Historyków Polskich w Wilnie, a w 1938 stał na czele delegacji polskiej na Międzynarodowym Kongresie Historycznym w Zurychu.
Jako sekretarz generalny PAU znacznie przyczynił się do jej rozwoju. Doprowadził do umocnienia podstaw materialnych, zreformował dział administracyjny, powołał do życia Wydział IV (Lekarski) oraz Komitet Porozumiewawczy między PAU, TNW, Towarzystwem Naukowym we Lwowie i Akademią Nauk Technicznych. Zapoczątkował dwa wielotomowe wydawnictwa PAU – Polski Słownik Biograficzny i Historię Śląska do roku 1400.
Ekspert Polskiego Biura Prac Kongresowych w Paryżu w trakcie prac nad traktatem wersalskim. W czerwcu 1945 uczestniczył w rozmowach w Moskwie w kwestii powołania Tymczasowego Rządu Jedności Narodowej, w wykonaniu porozumień konferencji jałtańskiej. Po konferencji dokooptowany do Krajowej Rady Narodowej jako poseł bezpartyjny.
Był mężem Janiny z Domaszewskich. Mieli troje dzieci, w tym Annę, etnografkę.
Zmarł w Krakowie, pochowany na cmentarzu Rakowickim (kwatera IIIB-wsch-po lewej Wodzickiej).

## Praca naukowa

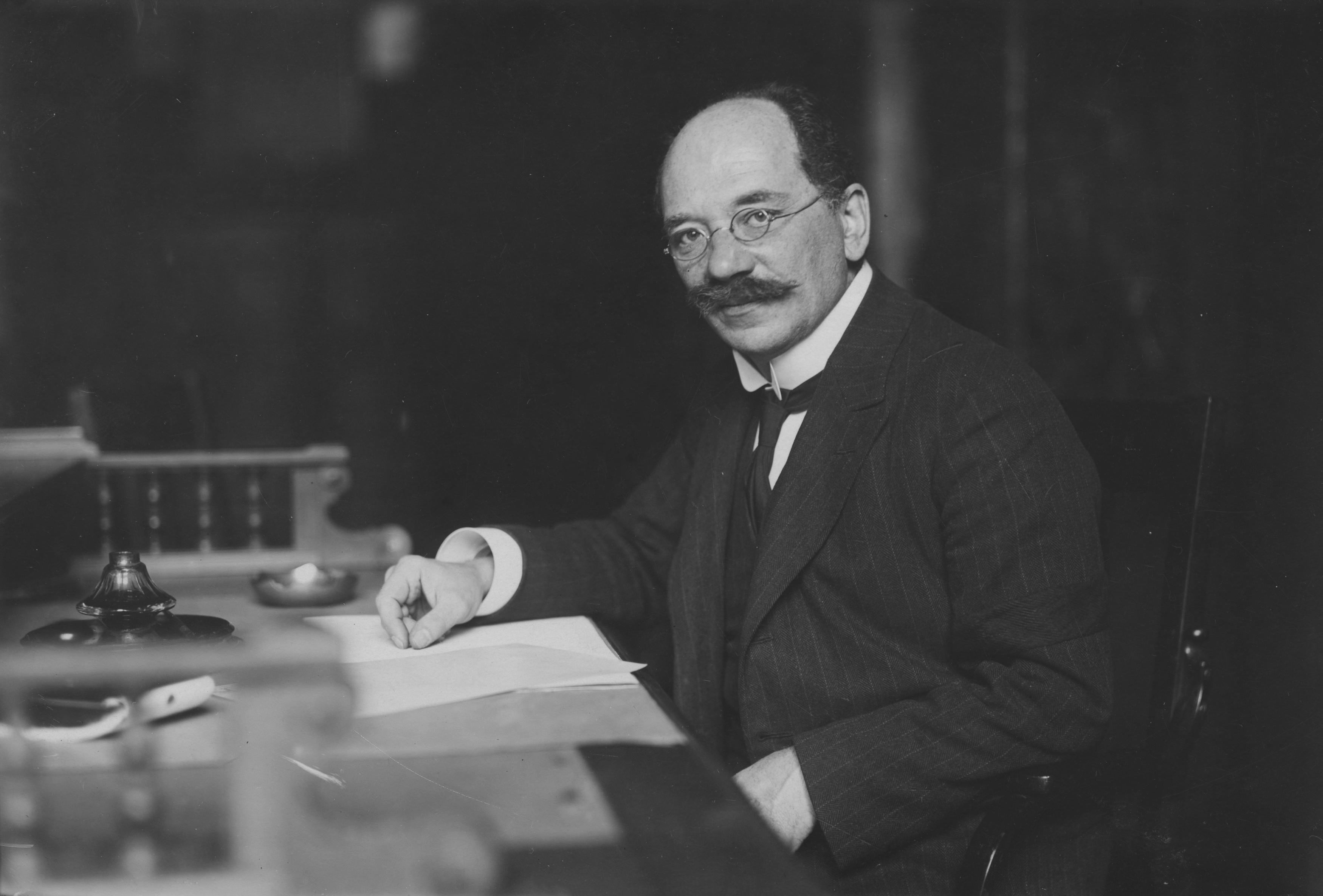
Stanisław Kutrzeba

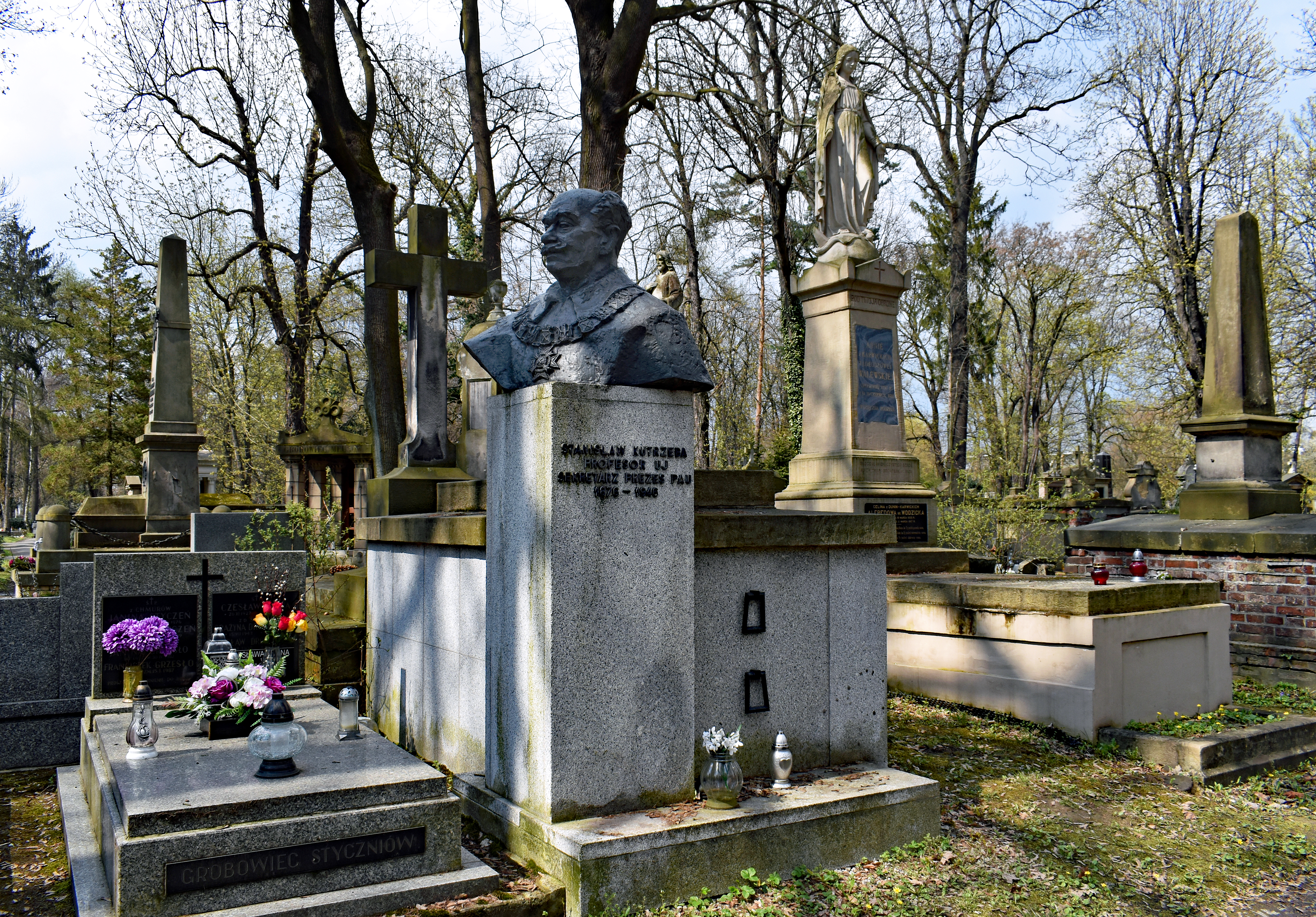
Grób Stanisława Kutrzeby na cmentarzu Rakowickim

W pracy naukowej zajmował się historią średniowiecznego prawa polskiego, historią ustroju Polski od XIV do XVIII wieku, historią Krakowa. Rozwój polskich instytucji ustrojowych przedstawił w obszernej pracy Historia ustroju Polski w zarysie. I Korona. II Litwa. III Po rozbiorach – część I. IV Po rozbiorach – część II (1905–1917). Zajmował się prawną naturą związków Polski z Litwą. Inna znacząca praca Kutrzeby, Historia źródeł dawnego prawa polskiego (1925–1926, 2 tomy), prezentowała charakterystyki źródeł do ziemskiego prawa koronnego, mazowieckiego, śląskiego, pruskiego i litewskiego oraz do prawa dotyczącego stanów i wyznań; PAU przyznała autorowi nagrodę im. Barczewskiego (1926), a Adam Vetulani nazwał publikację „najważniejszym o charakterze pomocniczym dziełem dla nauk historycznych, jakie powstało w okresie międzywojennym”.
Zajmował się ponadto m.in. kwestią średniowiecznej skarbowości Krakowa. Wspólnie z Janem Nepomucenem Fijałkiem prowadził badania nad kopiarzem rzymskim Erazma Ciołka. Opracował katalog zbiorów Archiwum Krajowego Aktów Grodzkich i Ziemskich (1909) oraz katalog rękopisów Muzeum Czartoryskich w Krakowie (1909–1913, 4 zeszyty).
Łącznie ogłosił ponad czterysta prac. Publikacje naukowe Stanisława Kutrzeby miały istotne znaczenie dla nauki polskiej. Do korzystania z jego dzieł (szczególnie Historia ustroju Polski i Litwy w zarysie) w pracy nad redakcją Encyklopedii staropolskiej (1937–1939) przyznał się m.in. Aleksander Brückner.

## Publikacje

### Wydawnictwa źródłowe
- akta do stosunków handlowych Polski z Węgrami z lat 1354–1505 (1909)
- prawa, przywileje, statuty i lauda księstw oświęcimskiego i zatorskiego (1912)
- Materiały do dziejów pospolitego ruszenia z lat 1497 i 1509, zebrane w części przez śp. Adolfa Pawińskiego (1902)
- Wykaz urzędów i służby dworu królewskiego w Polsce z czasów Henryka Walezego (1902)[14]
- Zbiór aktów do historyi ustroju sądów prawa polskiego i kancelaryj sądowych województwa krakowskiego z wieku XVI–XVIII (1909)
- Ordo coronadi regnis Poloniae (1910)
- Wizytacje dóbr arcybiskupstwa gnieźnieńskiego i kapituły gnieźnieńskiej z XVI wieku (1920)
- Akta sejmikowe województwa krakowskiego 1572–1620 (1932)
- Akta unii Polski z Litwą 1396–1791 (1932, z Władysławem Semkowiczem)
- Polskie ustawy i artykuły wojskowe: od XV do XVIII wieku (1937) (cyfrowa wersja znajduje się w zasobach Wielkopolskiej Biblioteki Cyfrowej)
- Polskie ustawy wiejskie XV–XVIII wieku (1938, z Alfonsem Mańkowskim)

### Monografie
- Historia ustroju Polski w zarysie. IV tomy (cyfrowa wersja znajduje się w zasobach Wielkopolskiej Biblioteki Cyfrowej)
- Konstytucya Trzeciego Maja 1791 roku
- Przyczynek do dyplomatyki polskiej w XIII wieku (1895)
- Finanse Krakowa w wiekach średnich (1899)[15]
- Historya rodziny Wierzynków (1899)[16]
- Podwody miast polskich do roku 1564 (1900)
- Stosunki prawne Żydów w Polsce w XV stuleciu (1901)
- Studya do historii sądownictwa w Polsce (1901–1903)
- Handel Krakowa w wiekach średnich na tle stosunków handlowych Polski (1902)[17]
- Taryfy celne i polityka celna w Polsce od XIII do XV wieku (1902)
- Urzędy koronne i nadworne w Polsce, ich początki i rozwój do roku 1504 (1903)[18]
- Dawny zarząd Wawelu (1906)[19]
- Skład sejmu polskiego, 1493–1793 (1906)
- Mężobójstwo w prawie polskiem XIV i XV wieku (1907)
- Franciszek Piekosiński jako historyk prawa polskiego (1908)
- Przyczynki do teoryi runicznej (1909)
- Kilka słów o metrykach kościelnych w Polsce (1910)
- Unia Polski z Litwą. Problem i metoda badania (1911)[20]
- Sprawa polska w Królestwie Polskim 1815–1915 (1916)[21]
- Sprawa żydowska w Polsce (1918)[22]
- Dawne polskie prawo sądowe (1921, 2 tomy)[23]
- Polska Odrodzona (1921)[24]
- Sejm Walny dawnej Rzeczypospolitej Polskiej (1922)[25]
- Polskie prawo polityczne według traktatów (1923, 2 części)[26][27]
- Historia Śląska (1933, redaktor)
- Metoda historyczna w prawie politycznym (1938)[28]
- Polska Akademia Umiejętności 1872–1938 (1939)[29]
- Wstęp do nauki o państwie i prawie (1946)

## Uczniowie
Do grona jego uczniów zaliczali się m.in. Jan Konstanty Dąbrowski, Roman Grodecki, Oskar Lange, Bogusław Leśnodorski, Adam Vetulani.

## Ordery i odznaczenia
- Krzyż Komandorski z Gwiazdą Orderu Odrodzenia Polski (8 listopada 1930)[30]
- Krzyż Komandorski Orderu Odrodzenia Polski (2 maja 1923)[31][32]
- Złoty Krzyż Zasługi (11 listopada 1936)[33]
- Krzyż Oficerski Orderu Legii Honorowej (Francja)[3]

## Doktoraty honorowe
- doktor honoris causa Uniwersytetu Stefana Batorego w Wilnie (1929)[3]
- doktor honoris causa Uniwersytetu Jagiellońskiego (1938)[3]